# Paire minimale
En phonologie, le terme paire minimale désigne deux éléments en opposition du point de vue phonologique. Selon l’une des définitions, les éléments en opposition sont des mots dont le sens est différencié par un seul phone ou par des éléments prosodiques portés par un phone,,,,,. Dans une autre vision, les deux éléments en opposition sont des phones différenciés par un seul de leurs traits, par exemple sourde ↔ voisée, et ces éléments produisent des paires minimales de mots,.
Par sens des mots, on entend le plus souvent sens lexical mais il peut aussi s’agir de sens grammatical.
La notion de paire minimale fut introduite par le Cercle linguistique de Prague en relation avec celle de phonème, car à l’aide de la première notion on peut établir quels phones d’une langue sont aussi des phonèmes, c’est-à-dire des phones qui différencient des sens. On établit le caractère de phonème d’un phone en cherchant des mots dont le sens est différencié par un seul phone. Dans ces mots, les phones forment un paradigme, c’est-à-dire ils sont commutables dans le même contexte phonétique, par conséquent ils sont en opposition phonologique, devant être considérés comme des phonèmes.
Il arrive que dans certaines successions de phones qui forment un mot, on puisse commuter, dans la même position, plus de deux phones, et que la succession en question reste tout de même un mot. Dans ce cas il s’agit d’une série minimale,. Exemples :
- (fr) cal ↔ mal ↔ pal[13], capot ↔ canot ↔ calot ↔ cadeau ↔ cagot ↔ cabot ↔ caveau ↔ cachot ↔ cageot (/ka/ + phonème commutable + /o/)[14];
- (ro) dragă « chère » ↔ fragă « fraise » ↔ tragă « (qu’il/elle) tire », mamă « mère » ↔ mama « la mère » ↔ mame « mères »[15] ;
- (en) big « grand » ↔ pig « cochon » ↔ rig « appareil de forage »[6], gap « brèche » ↔ cap « bonnet » ↔ map « carte » ↔ tap « robinet »[16] ;
- (hu) ég « ciel » ↔ éh « faim» ↔ ék « ornement » ↔ él « il vit » ↔ én « je » ↔ ér « il atteint » ↔ és « et » ↔ ész « intellect » ↔ év « année », eb « chien » ↔ edz « il s'entraîne » ↔ egy « un » ↔ eh « hé » ↔ ej « oh » ↔ el (préfixe verbal) ↔ esz « éroder » ↔ ez « ceci »[17].

## Paires et séries minimales déterminées par des traits des phonèmes
Le nombre de paires minimales où il y a une certaine opposition phonologique confère à celle-ci un poids fonctionnel plus ou moins grand. En anglais, par exemple, l’opposition /p/ ↔ /b/ (sourde vs voisée) se trouve dans un nombre relativement grand de paires minimales, alors que l’opposition /a/ ↔ /e/ est représentée par un nombre relativement petit de telles paires. L’appréciation quantitative se fait selon plusieurs critères, dont la place de l’opposition dans le mot ou la fréquence d’occurrence des mots en cause.
Une paire de phones opposés par un seul trait n’est pas toujours une paire de phonèmes. Elle ne l’est pas lorsqu’elle ne produit pas de paire minimale de mots existants dans la langue étudiée. C’est le cas en hongrois, par exemple, du phonème /j/ qui a une variante voisée, [ʝ] (dans dobj!, impératif de dobni « jeter ») et une autre, sourde, [ç] (dans lépj!, impératif de lépni « faire un/des pas »). Ces variantes s’appellent allophones du phonème.
L’opposition entre phonèmes n’apparaît pas dans toutes les formes des mots de la paire minimale, à cause du contexte phonétique de certaines formes. On sait, par exemple, que /k/ et /g/ est une paire de phonèmes en hongrois, étant donné qu’il y a une paire minimale fok « degré » ↔ fog « dent », mais dans les mots a fokhoz « au degré » / a foghoz « à la dent », leur opposition se neutralise sous l’influence de /h/ qui fait que [g] devienne sourde, par conséquent se prononçant comme [k].
Les inventaires de phonèmes des langues diffèrent plus ou moins les uns des autres. Entre certaines il y a de très grandes différences concernant aussi bien le nombre de phonèmes, que les traits qui les différencient. Ce qui est un phonème dans une langue peut ne pas l’être dans une autre. Dans les langues hindi et anglais, par exemple, les consonnes occlusives peuvent être aspirées ou non aspirées. En hindi ce sont des phonèmes différents, étant donné qu’il y a, par exemple, une paire minimale phāl /pʰaːl/ « tranchant de couteau » ↔ pāl /paːl/ « soigner ». En anglais aussi il y a [pʰ] (ex. pin « épingle ») et [p] (ex. spin « tourner ») mais non pas dans des paires minimales, par conséquent [pʰ] n’est pas un phonème. De même, l’anglais, aussi bien que le hongrois, possèdent les phones [n] et [ŋ]. En anglais ce sont des phonèmes, ce qui est prouvé par une paire minimale comme sin « péché » ↔ sing « chanter ». En hongrois ce n’est pas le cas, bien qu’ils existent dans des mots comme ro[n]da « laid » et so[ŋ]ka « jambon », mais non dans des paires minimales. De telles oppositions, ne différenciant pas des sens, ne sont pas phonologiques, mais seulement phonétiques.

## Paires et séries minimales déterminées par des éléments prosodiques
Il y a des langues où non seulement les traits des phones, mais aussi des éléments prosodiques portés par un phone différencient des sens, dans certains cas étant les seuls à le faire. Ce sont principalement les langues à tons ou tonales, dans lesquelles le ton, c’est-à-dire la hauteur du phone et son éventuelle variation limitée au phone ont un rôle relativement important dans la différenciation des sens des mots. Par analogie avec la notion de phonème, un tel ton a été appelé tonème. Parmi ces langues, certaines disposent de plus de tons que d’autres. Par exemple le chinois mandarin a quatre tons. La séquence de phones ma, par exemple, a cinq sens, les mots correspondants formant la série minimale, :
mā (ton haut constant) « mère » ↔ má (ton ascendant) « chanvre » ↔ mǎ (ton descendant-ascendant) « cheval » ↔ mà (ton brusquement descendant) « gronder »
La même séquence sans ton est utilisée en fin de phrase en tant que particule interrogative.
Dans les langues bunu ou punu de la famille de langues hmong-mien parlées en Asie du Sud-Est (sud de la Chine, nord du Viêt Nam, nord du Laos), il y a huit tons. Leurs niveaux de hauteur sont notés avec des chiffres de 1 (le plus bas) à 5 (le plus haut). Un ton peut être constant à un certain niveau, ce qui est indiqué par une succession de deux chiffres identiques, ou donné par une variation de niveaux, rendue par une succession de chiffres différents. Exemple de série minimale dans ces langues : cu33 « ensemble » ↔ cu22 « dernier » ↔ cu12 « pont » ↔ cu43 « vin, alcool » ↔ cu42 « ordre » ↔ cu31 « crochet » ↔ cu21 « justement » ↔ cu231 « sécheresse ».
Il y a aussi des langues qui ne sont pas tonales mais où le ton fonctionne de façon limitée pour différencier des sens. De telles langues sont, par exemple, le suédois et le norvégien. Des paires minimales déterminées par le ton y sont possibles si les mots ont au moins deux syllabes. En suédois il y a des paires minimales déterminées par l’opposition « ton plus haut sur la première syllabe que sur la seconde ↔ ton plus haut sur la seconde syllabe que sur la première », comme :
buren « la cage » ↔ buren « porté » ;
tanken « le char de combat » ↔ tanken « la pensée » ;
komma « virgule » ↔ komma « venir ».
Dans les langues du diasystème slave du centre-sud, l’accent est en même temps tonique et de hauteur, c’est-à-dire le noyau de syllabe se prononce plus fort et sur un certain ton, la durée du noyau y intervenant aussi. Par conséquent, on distingue quatre types d’accent :
- long descendant : zlȃto « or » ;
- long ascendant : rúka « main » ;
- bref descendant : kȕća « maison » ;
- bref ascendant : žèna « femme ».

Dans ces langues il y a, quant au sens lexical, des paires minimales basées sur :
- l’opposition entre phones : /pȃd/ « chute » ↔ /rȃd/ « travail », /zȏb/ « avoine » ↔ /zȗb/ « dent »[1] ;
- l’opposition entre types d’accent : /grȁd/ « grêle » ↔ /grȃd/ « ville », /lȕk/ « oignon » ↔ /lȗk/ « arc », /kȕpiti/ « rassembler » ↔ /kúpiti/ « acheter », /tȅk/ « à peine » (sens temporel) ↔ /tȇk/ « appétit »[9].

Les types d’accent peuvent aussi différencier des sens grammaticaux [/sèla/ « du village » (génitif singulier) ↔ /sȅla/ « villages » (nominatif pluriel), /jȅdra/ « de la voile » (génitif singulier) ↔ /jèdra/ « voiles » (nominatif pluriel)] ou des sens lexicaux et grammaticaux en même temps : /róda/ « cigogne » (nominatif singulier) ↔ /rȍda/ « du genre » (génitif singulier), /lȗka/ « de l’oignon » (génitif singulier) ↔ /lúka/ « port » (nominatif singulier).
La quantité des voyelles atones peut également différencier des sens, mais seulement grammaticaux : /slȋkē/ « de l’image » (génitif singulier – avec ē long) ↔ /slȋke/ « images » (nominatif pluriel – avec e bref), /pòjedē/ « il/elle mange » ↔ /pòjede/ « il/elle mangea » (aoriste).
Dans les langues à accent tonique où celui-ci est mobile, c’est la place de l’accent qui a parfois un rôle de différenciation de sens. Exemple en anglais : permit [pəʳˈmɪt] « permettre » ↔ permit [ˈpɜːʳmɪt] « permission ».
En roumain (la voyelle accentuée marquée par un accent aigu) :
- paires minimales : ácele « les aiguilles » ↔ acéle « ces …-là » (féminin), véselă « gaie » ↔ vesélă « vaisselle », cópii « copies » ↔ copíi « enfants » ;
- série minimale : móbilă « meuble » (nom) ↔ mobílă « mobile » (adjectif féminin) ↔ mobilắ « il/elle meubla ».

En roumain, le rôle de la place de l’accent est systématique dans la différenciation des formes de présent de l’indicatif et de passé simple des verbes de la 1re conjugaison dite sans suffixe, à la 3e personne du singulier : adúnă « il/elle rassemble » ↔ adunắ « il/elle rassembla ».

## Sources bibliographiques
- (hu) A. Jászó, Anna, « Hangtan » [« Phonétique et phonologie »], A. Jászó, Anna (dir.), A magyar nyelv könyve [« Le livre de la langue hongroise »], 8e édition, Budapest, Trezor, 2007  (ISBN 978-963-8144-19-5), p. 3-162 (consulté le 1er juin 2018)
- (hu) Bárczi, Géza et Országh, László (dir.), A magyar nyelv értelmező szótára [« Dictionnaire de la langue hongroise »] (ÉrtSz), Budapest, Akadémiai kiadó, 1959-1962 (lire en ligne)
- (ro) Bărbuță, Ion et alii, Gramatica uzuală a limbii române [« Grammaire usuelle du roumain »], Chișinău, Litera, 2000,  (ISBN 9975-74-295-5) (consulté le 1er juin 2018)
- (en) Bussmann, Hadumod (dir.), Dictionary of Language and Linguistics [« Dictionnaire de la langue et de la linguistique »], Londres – New York, Routledge, 1998  (ISBN 0-203-98005-0) (consulté le 1er juin 2018)
- (cnr) Čirgić, Adnan ; Pranjković, Ivo ; Silić, Josip, Gramatika crnogorskoga jezika [« Grammaire du monténégrin »], Podgorica, Ministère de l’Enseignement et des Sciences du Monténégro, 2010,  (ISBN 978-9940-9052-6-2) (consulté le 1er juin 2018)
- (en) Crystal, David, A Dictionary of Linguistics and Phonetics [« Dictionnaire de linguistique et de phonétique »], 4e édition, Blackwell Publishing, 2008  (ISBN 978-1-4051-5296-9) (consulté le 10 novembre 2018)
- (ro) Dicționare ale limbii române [« Dictionnaires de la langue roumaine »] (Dexonline) (consulté le 1er juin 2018)
- (fr) Dubois, Jean et al., Dictionnaire de linguistique, Paris, Larousse-Bordas/VUEF, 2002
- (en) Eifring, Halvor et Theil, Rolf, Linguistics for Students of Asian and African Languages [« Linguistique pour les étudiants en langues asiatiques et africaines »], Université d’Oslo, 2005 (consulté le 1er juin 2018)
- (hu) Kálmán, László et Trón, Viktor, Bevezetés a nyelvtudományba [« Introduction à la linguistique »], 2de édition, augmentée, Budapest, Tinta, 2007  (ISBN 978-963-7094-65-1) (consulté le 1er juin 2018)